# Aly Dioum
Aly Dioum (* 6. Februar 1931 in Dahra, Region Louga; † 26. Februar 2014 in Dakar) war ein senegalesischer Journalist und Diplomat.

## Leben
Aly Dioum war von 1961 bis 1962 Redakteur der senegalesischen Presse-Agentur. Von 1963 bis April 1970 leitete er das Parteiorgan der Sozialistischen Partei (UPS), L’Unite. Vom 20. Mai 1970 bis Mai 1973 war er Herausgeber der Tageszeitung Le Soleil.
Innerhalb der UPS war er nacheinander Generalsekretär der Jugendorganisation der UPS, Präsident der Nationalen Union der Jugend von Senegal und Ständiger Sekretär der UPS.
Vom 1. Juli 1973 bis Juli 1978 war er der erste senegalesische Botschafter in Peking, gleichzeitig war er in Pjöngjang, Nordkorea, akkreditiert. Von Juli 1978 bis 1986 war er Botschafter in Marokko.